# Blazers de Boston (1992-1997)
Pour les articles homonymes, voir Boston Blazers (homonymie) et Blazers de Boston (homonymie).
Les Blazers de Boston (Boston Blazers) étaient une équipe de crosse de la Major Indoor Lacrosse League établie à Boston, dans le Massachusetts. Depuis la saison 1998, l'équipe est dissoute.

## Histoire
Ils ont joué au DCU Center à Worcester dans le Massachusetts, de 1989 à 1991 sous le nom des Blazers de la Nouvelle-Angleterre (New England Blazers). Après la saison 1991, la franchise a déménagé à Boston, en devenant Boston Blazers.

## Saison par saison
| Saison | Division  | V-D   | Class. | Domicile | Extérieur | GF  | GA  | Séries éliminatoires               |
| ------ | --------- | ----- | ------ | -------- | --------- | --- | --- | ---------------------------------- |
| 1992   | National  | 3-5   | 3e     | 2-2      | 1-3       | 101 | 116 | Défaite en demi-finale de division |
| 1993   | National  | 2-6   | 3e     | 2-2      | 0-4       | 93  | 108 | Défaite en finale de division      |
| 1994   | National  | 4-4   | 3e     | 1-3      | 3-1       | 93  | 91  | --                                 |
| 1995   |           | 5-3   | 2e     | 2-2      | 3-1       | 93  | 91  | Défaite en demi-finale             |
| 1996   |           | 6-4   | 3e     | 4-1      | 2-3       | 146 | 113 | Défaite en demi-finale             |
| 1997   |           | 4-6   | 5e     | 3-2      | 1-4       | 120 | 135 | --                                 |
| Total  | 6 saisons | 24-28 |        | 14-12    | 10-16     | 646 | 654 |                                    |